# Phylica arborea
Phylica arborea ist eine seltene, baumartige, verholzende Pflanzenart aus der Familie der Kreuzdorngewächse (Rhamnaceae). Sie ist ausschließlich auf der südatlantischen Insel Gough und der Amsterdam-Insel im Indischen Ozean beheimatet.

## Verbreitung
Während es in der Inselgruppe von Tristan da Cunha, zu der Gough gehört, mit Sophora cassioides noch eine zweite Baumart gibt, ist Phylica arborea die einzige Holzpflanze der Amsterdam-Insel und wächst dort heute fast nur noch am Ostabhang der Insel. Dies war jedoch nicht immer so. 1726 beschrieb Valentyn einen Phylica-Wald in Form eines Gürtels zwischen 100 und 250 Höhenmetern und einer Fläche von 1500 ha (ungefähr 27 % der Oberfläche der Insel). Dieser Wald war so dicht, dass ein Durchkommen praktisch unmöglich war. 1875 schätzte Velain, dass der Wald höchstens noch 250 ha bedeckt. Der letzte Vulkanausbruch von 1792 und die resultierenden Brände können der Grund für das Verschwinden des Waldes der Amsterdam-Insel gewesen sein. Mitte der 1980er Jahre blieben vom einstigen Wald nur einzelne Restexemplare übrig. Der extreme Rückgang der Phylica-Population ist aber vor allem die Folge von menschlichen Rodungen, von Bränden und von Rindern, die Heurtin (ein Kolonist aus La Réunion) ausgesetzt hatte. Nach der Ausrottung eines Teils der Herden 1988 im Süden der Insel und der Einrichtung von Schutzzäunen hat ein Schutzprogramm die Neupflanzung von 7000 Bäumen erlaubt. Verwendet wurden die Samen der übriggebliebenen Restexemplare. Heute umfasst der Grand Bois – ein unter Naturschutz stehendes Areal, als letzter dichter Phylica-Bestand am Ostabhang, eine Fläche von bloß 10 ha (0,2 % der Inselfläche).

## Verwandtschaft
Lange glaubte man, die Phylica-Bäume der Amsterdam-Insel gehöre zur Art Phylica nitida. Neuere phylogenetische Studien jedoch zeigten, dass die Phylica-Pflanzen nicht direkt verwandt waren mit Phylica nitida von La Réunion oder Mauritius. Entsprechend gilt Phylica nitida heute als endemische Art der Maskarenen. Trotzdem werden die Phylica-Pflanzen der Amsterdam-Insel auf vielen Dokumenten, darunter den Briefmarken der Französischen Süd- und Antarktisgebiete, als Phylica nitida bezeichnet.
Andererseits sind die Phylica-Bäume der Amsterdam-Insel genetisch sehr eng verwandt mit jenen der 7200 km entfernten Insel Gough und bilden mit ihnen zusammen eine Art. Der Transport von Samen durch den Gelbnasenalbatros könnte die Verwandtschaft über diese weite Distanz erklären.